# Octavi Monsonís
Octavi Monsonís i Arnandis (Borriana, País Valencià, 1949) viu a València on va treballar de professor a l'Institut Lluís Vives, en el present jubilat, i és escriptor en català.

## Obres
- Solcs en l'aigua (València: Borsquil, 2003)
- Els déus esparracats (Alzira: Bromera, 2004)
- Carrer de pas (Barcelona: Edicions de 1984, 2013)
- Rotterdam, provisionalment (València: Pruna, 2016)[2]
- Lluna crua (Paterna: Tres i Quatre, 2017)[3]